# Alagoaški hoko
Alagoaški hoko (lat. Mitu mitu) je vrsta ptice iz roda Mitu, porodice Cracidae. Prije je živjela u šumama sjeveroistočnog Brazila, ali je danas izumrla u prirodi. Postoje neke populacije u zatočeništvu. Zbog mnogih nedoumica oko taksonomskog statusa nekad je uključivala pomalo sebi sličnu i rasprostranjeniju vrstu Mitu tuberosum kao svoju podvrstu.

## Opis
Ukupno je duga oko 83-89 centimetara. Ima crveni kljun s bijelim vrhom, a perje joj je crno s ljubičasto-plavkastim sjajom. Područje između nogu i repa je kestenjasto, dok je šarenica crvenkasto-smeđe boje. Četrnaest repnih pera su blijedo-smeđe boje. Ženka je malo svjetlija od mužjaka. Hrani se uglavnom voćem i orasima.

## Status
Izumrla je u prirodi zbog lova i krčenja šuma. Posljednja jedinka je viđena i ubijena 1984., ili možda 1987. ili 1988. Populacije u zatočeništvu su opsežno hibridizirane s onima vrste Mitu tuberosum, te je ostalo nekoliko desetaka čistokrvnih jedinki. U zatočeništvu joj je mogući životni vijek više od 24 godine. Prema CITES-u joj je određena kategorija Appendix I, te je zaštićena pod brazilskim zakonom.

## Vanjske poveznice
- BirdLife  Arhivirana inačica izvorne stranice od 5. siječnja 2009. (Wayback Machine)

|  | Zajednički poslužitelj ima još gradiva o temi Mitu mitu |
|  | Wikivrste imaju podatke o taksonu Mitu mitu             |